# Henri de Gaulle
Henri Charles Alexander de Gaulle (Parigi, 22 novembre 1848 – Sainte-Adresse, 3 maggio 1932) è stato un funzionario e insegnante francese.
Era il padre di Charles de Gaulle, generale dell'esercito francese e presidente della Repubblica.

## Biografia

### Primi anni di vita
Henri de Gaulle è nato il 22 novembre 1848 a Parigi. Suo padre, Julien Philippe de Gaulle, era uno storico. Sua madre era Joséphine Marie Anne (Maillot) de Gaulle.
Henri de Gaulle proveniva da una lunga stirpe di nobili parlamentari provenienti dalla Normandia e dalla Borgogna.

### Carriera
Si arruolò volontario nella guerra franco-prussiana; i suoi uomini lo scelsero come sottotenente in diverse occasioni.
Funzionario pubblico al Ministero dell'interno per quindici anni, nel 1884 si dimise dall'incarico per protestare contro la politica anticlericale della Terza Repubblica.
"Monarchico di sentimenti e repubblicano di pensieri", come amava definirsi, Henri de Gaulle iniziò a lavorare in un liceo gesuita a Parigi, insegnando francese, latino e greco antico. Tra i suoi studenti c'erano i suoi quattro figli, Georges Bernanos e i futuri marescialli Philippe Leclerc e Jean de Lattre de Tassigny. Era soprannominato PDG (père de Gaulle) e rispettato e stimato per la qualità del suo insegnamento.

## Vita privata
Il 2 agosto 1886 sposò la sua cugina di secondo grado, Jeanne Maillot (28 aprile 1860, Lills – 16 luglio 1940, Sainte-Addresse), dalla quale ebbe una figlia e quattro figli:
- Xavier Joseph Marie (1887–1955)
- Marie-Agnès Caroline Julie (1889–1982)
- Charles André Joseph Marie (1890–1970)
- Jacques Henri Jules Marie (1893-1946)
- Pierre Julien Joseph Marie (1897–1959)

Si ritirò con la moglie a Sainte-Adresse, vicino a Le Havre, presso la casa della figlia Marie-Agnès Cailliau. Lì, aiutò il figlio Charles a perfezionare i suoi primi libri militari.

## Morte
Morì a Sainte-Adresse il 3 maggio 1932 e fu sepolto lì con la moglie.